# Lijst van rijksmonumenten in Delfshaven
Stadsdeel Delfshaven telt 67 inschrijvingen in het rijksmonumentenregister. Hieronder een overzicht.

## Bospolder
| Object                      | Oorspronkelijke functie?  | Bouwjaar  | Architect        | Locatie           | Coördinaten?                  | Nr.?   | Afbeelding        |
| --------------------------- | ------------------------- | --------- | ---------------- | ----------------- | ----------------------------- | ------ | ----------------- |
| Voormalig kantoor Diepeveen | Handel en kantoor         | 1929-1930 | W. Kromhout Czn. | Pelgrimsstraat 1  | 51° 54' 18" NB, 4° 26' 38" OL | 524324 | Meer afbeeldingen |
| De Graankorrel              | Industrie- en poldermolen | 1716      |                  | Noordschans bij 1 | 51° 54' 39" NB, 4° 26' 52" OL | 32877  | Meer afbeeldingen |
| Het Vertrouwen              | Industrie- en poldermolen | 1853      |                  | Schans 137        | 51° 54' 22" NB, 4° 26' 49" OL | 32878  | Meer afbeeldingen |

## Coolhaven
| Object                                                                                        | Oorspronkelijke functie? | Bouwjaar  | Architect                        | Locatie                  | Coördinaten?                  | Nr.?   | Afbeelding          |
| --------------------------------------------------------------------------------------------- | ------------------------ | --------- | -------------------------------- | ------------------------ | ----------------------------- | ------ | ------------------- |
| Zeevaartschool                                                                                | Onderwijs en wetenschap  | 1916      | W. Dahlen en D.B. Logemann       | Pieter de Hoochstraat 3  | 51° 54' 22" NB, 4° 27' 34" OL | 524329 | Meer afbeeldingen   |
| Rotterdamsch Lyceum                                                                           | Onderwijs en wetenschap  | 1928      | J.H. de Roos en W.F. Overeynder  | Pieter de Hoochstraat 29 | 51° 54' 21" NB, 4° 27' 28" OL | 524330 | Rotterdamsch Lyceum |
| Drukkerij en Uitgeverij Wyt                                                                   | Nijverheid               | 1923-1925 | W. Kromhout Czn.                 | Pieter de Hoochweg 111   | 51° 54' 26" NB, 4° 27' 30" OL | 524325 | Meer afbeeldingen   |
| Voormalige kantoor Scheepvaartvereniging Zuid                                                 | Handel en kantoor        | 1920-1922 | W. Kromhout Czn.                 | Pieter de Hoochweg 110   | 51° 54' 27" NB, 4° 27' 34" OL | 524326 | Meer afbeeldingen   |
| Voormalige Kantoor der Rijksbelastingen met drie garages, fietsenstallen en transformatorhuis | Overheidsgebouw          | 1938-1948 | H. Hoekstra                      | Puntegaalstraat 15       | 51° 54' 26" NB, 4° 27' 45" OL | 524327 | Meer afbeeldingen   |
| Oceaanhuis (Voormalige Stokvisgebouw)                                                         | Handel en kantoor        | 1909      | J. Verheul Dzn. en C.N. van Goor | Westzeedijk 507BG        | 51° 54' 17" NB, 4° 27' 21" OL | 524328 | Meer afbeeldingen   |

## Historisch Delfshaven
| Object | Oorspronkelijke functie?  | Bouwjaar               | Architect     | Locatie              | Coördinaten?                  | Nr.?  | Afbeelding                                                                                   |
| --- | ------------------------- | ---------------------- | ------------- | -------------------- | ----------------------------- | ----- | -------------------------------------------------------------------------------------------- |
| Pand met verdieping en pannen schilddak, dat aan de achterzijde aansluit tegen een puntgevel                                                                                            | Woonhuis                  | 17e of 18e eeuw        |               | Tussenwater 5        | 51° 54' 27" NB, 4° 26' 56" OL | 32813 | Pand met verdieping en pannen schilddak, dat aan de achterzijde aansluit tegen een puntgevel |
| Pand met lijstgevel en dwars zadeldak | Werk-woonhuis             | eerste helft 19e eeuw  |               | Aelbrechtskolk 29    | 51° 54' 32" NB, 4° 26' 53" OL | 32862 | Pand met lijstgevel en dwars zadeldak                                                        |
| Pand met schilddak en gepleisterde lijstgevel | Werk-woonhuis             | 18e/19e eeuw           |               | Aelbrechtskolk 31    | 51° 54' 32" NB, 4° 26' 53" OL | 32863 | Pand met schilddak en gepleisterde lijstgevel                                                |
| Panden, op de hoek van Aelbrechtskolk en Achterwater. Eenvoudige lijstgevels; schilddak                                                                                                 | Woonhuis                  | laatste helft 19e eeuw |               | Aelbrechtskolk 2A    | 51° 54' 32" NB, 4° 26' 56" OL | 32864 | Meer afbeeldingen                                                                            |
| Pand met tot lijstgevel gewijzigde, met natuurstenen banden versierde oorspronkelijke trapgevel. Gevelsteen met afbeelding van St. Petrus                                               | Woonhuis                  | 17e eeuw               |               | Aelbrechtskolk 4A    | 51° 54' 32" NB, 4° 26' 56" OL | 32865 | Meer afbeeldingen                                                                            |
| Pand met trapgevel, in Zuid-Hollandse trant, met uitgekraagde ontlastingsbogen op kraagstenen, natuurstenen banden en sierankers                                                        | Werk-woonhuis             | 17e eeuw               |               | Aelbrechtskolk 6A    | 51° 54' 32" NB, 4° 26' 56" OL | 32866 | Meer afbeeldingen                                                                            |
| Pand met gepleisterde puntgevel, oorspronkelijk trapgevel met uitgekraagde ontlastingsbogen op kraagsteentjes, geprofileerde puibalk en sierankers                                      | Werk-woonhuis             | 17e eeuw               |               | Aelbrechtskolk 8A    | 51° 54' 32" NB, 4° 26' 56" OL | 32867 | Meer afbeeldingen                                                                            |
| Pand met eenvoudige, afgeknotte puntgevel | Werk-woonhuis             | 18e eeuw               |               | Aelbrechtskolk 10A   | 51° 54' 32" NB, 4° 26' 56" OL | 32868 | Meer afbeeldingen                                                                            |
| Voormalig stadhuis | Overheidsgebouw           | 17e/18e/19e eeuw       |               | Aelbrechtskolk 12    | 51° 54' 31" NB, 4° 26' 56" OL | 32869 | Meer afbeeldingen                                                                            |
| Pandje met verdieping en schilddak. Eenvoudige lijstgevel, waarin vensters met 12- en 9 ruitsschuiframen. Bovenlicht                                                                    | Woonhuis                  | 18e eeuw               |               | Aelbrechtskolk 18    | 51° 54' 31" NB, 4° 26' 56" OL | 32870 | Meer afbeeldingen                                                                            |
| Nederlands Hervormde Kerk | Kerk en kerkonderdeel     | 1761                   |               | Aelbrechtskolk 20    | 51° 54' 31" NB, 4° 26' 57" OL | 32871 | Meer afbeeldingen                                                                            |
| Piet Heynsbrug | Waterweg, werf en haven   | 17e eeuw               |               | Aelbrechtskolk       | 51° 54' 32" NB, 4° 26' 54" OL | 32872 | Meer afbeeldingen                                                                            |
| Voormalig depot van de Verenigde Oost-Indische Compagnie | Opslag                    | ca. 1880               |               | Achterhaven 148      | 51° 54' 21" NB, 4° 27' 1" OL  | 32873 | Meer afbeeldingen                                                                            |
| Pand met klokgevel. In de verdieping vensters met zesruitsschuiframen | Werk-woonhuis             | 18e eeuw               |               | Piet Heynsplein 23   | 51° 54' 28" NB, 4° 26' 57" OL | 32874 | Pand met klokgevel. In de verdieping vensters met zesruitsschuiframen                        |
| Pandje van een vensteras met verdieping en houten kroonlijst. In de verdieping een venster met negenruits schuifraam                                                                    | Werk-woonhuis             | 18e eeuw               |               | Piet Heynsplein 23C  | 51° 54' 28" NB, 4° 26' 57" OL | 32875 | Meer afbeeldingen                                                                            |
| Standbeeld van Piet Hein | Gedenkteken               | 1870                   | Joseph Graven | Standbeeld Piet Hein | 51° 54' 29" NB, 4° 27' 0" OL  | 32876 | Meer afbeeldingen                                                                            |
| De Dubbelde Palmboom | Handel en kantoor         | eerste helft 18e eeuw  |               | Voorhaven 12         | 51° 54' 29" NB, 4° 26' 57" OL | 32879 | Meer afbeeldingen                                                                            |
| De Distilleerketel | Industrie- en poldermolen | 1986                   |               | Voorhaven 210        | 51° 54' 18" NB, 4° 26' 55" OL | 32880 | Meer afbeeldingen                                                                            |
| Pand met gepleisterde klokgevel, waarin een gevelsteen met jaartal | Werk-woonhuis             | 1649                   |               | Voorhaven 34         | 51° 54' 27" NB, 4° 26' 56" OL | 32882 | Meer afbeeldingen                                                                            |
| Pand met gepleisterde puntgevel - oorspronkelijk trapgevel- waarin een gevelsteen met steigerend paard                                                                                  | Werk-woonhuis             | 17e eeuw               |               | Voorhaven 36         | 51° 54' 27" NB, 4° 26' 56" OL | 32883 | Meer afbeeldingen                                                                            |
| Pand met puntgevel, waarin geprofileerde en getoogde vensteromlijstingen en een topsieranker. Gevel is 17e-eeuws. Onderpui 19e-eeuws, met in sluitsteen van inrijpoort het jaartal 1818 | Werk-woonhuis             | 17e eeuw               |               | Voorhaven 82-86      | 51° 54' 24" NB, 4° 26' 56" OL | 32884 | Meer afbeeldingen                                                                            |
| Pand met klokgevel - oorspronkelijk trapgevel | Werk-woonhuis             | 17e eeuw               |               | Voorhaven 88         | 51° 54' 24" NB, 4° 26' 56" OL | 32885 | Meer afbeeldingen                                                                            |
| Pand met eenvoudige lijstgevel van vroeg-19e-eeuws karakter | Werk-woonhuis             | 18e eeuw               |               | Voorhaven 5A         | 51° 54' 30" NB, 4° 26' 53" OL | 32886 | Meer afbeeldingen                                                                            |
| Pand met gepleisterde gevel met inzwenkende zijkanten en in de top drie sierankers | Werk-woonhuis             | 17e of 18e eeuw        |               | Voorhaven 7          | 51° 54' 29" NB, 4° 26' 53" OL | 32887 | Meer afbeeldingen                                                                            |
| Pand met gepleisterde voorgevel, met hoofdgestellen boven de vensters en consoles onder de kroonlijst                                                                                   | Werk-woonhuis             | derde kwart 19e eeuw   |               | Voorhaven 9A         | 51° 54' 29" NB, 4° 26' 53" OL | 32888 | Meer afbeeldingen                                                                            |
| Reeks pakhuizen onder parallel lopende schilddaken. In de benedenverdieping getoogde poorten en vensters                                                                                | Handel en kantoor         | 1867                   |               | Voorhaven 19         | 51° 54' 28" NB, 4° 26' 53" OL | 32889 | Meer afbeeldingen                                                                            |
| Pand met verdieping, ter breedte van negen vensterassen. Lodewijk XV-ingangspartij; venster met 12-ruits-ramen                                                                          | Sociale zorg, liefdadigh. | derde kwart 18e eeuw   |               | Voorhaven 57         | 51° 54' 25" NB, 4° 26' 52" OL | 32890 | Meer afbeeldingen                                                                            |
| Hoekpand met een zadeldak en aan de voorzijde een ingezwenkte gevel met kroonlijst. Achterhuis aan de Achterwater                                                                       | Woonhuis                  | 17e of 18e eeuw        |               | Voorstraat 6         | 51° 54' 33" NB, 4° 26' 57" OL | 32891 | Meer afbeeldingen                                                                            |
| Pand met aan de achterzijde een gepleisterde puntgevel | Woonhuis                  | 17e eeuw               |               | Voorstraat 5         | 51° 54' 33" NB, 4° 26' 56" OL | 32892 | Meer afbeeldingen                                                                            |
| Pand met aan de achterzijde een puntgevel met vlechtingen | Woonhuis                  | 17e eeuw               |               | Voorstraat 11        | 51° 54' 33" NB, 4° 26' 56" OL | 32893 | Meer afbeeldingen                                                                            |
| Zakkendragershuisje | Vergadering en vereniging | 1653 (cartouche)       |               | Voorstraat 13        | 51° 54' 33" NB, 4° 26' 56" OL | 32894 | Meer afbeeldingen                                                                            |

## Middelland
| Object                                                                     | Oorspronkelijke functie? | Bouwjaar                                        | Architect                                                     | Locatie             | Coördinaten?                  | Nr.?   | Afbeelding        |
| -------------------------------------------------------------------------- | ------------------------ | ----------------------------------------------- | ------------------------------------------------------------- | ------------------- | ----------------------------- | ------ | ----------------- |
| Voormalige Katholieke HBS, tegenwoordig genaamd Citycollege St. Franciscus | Onderwijs en wetenschap  | 1922-1923                                       | P.G. Buskens en (zijn toenmalige assistent) H. Sutterland jr. | Beukelsdijk 91      | 51° 55' 20" NB, 4° 27' 30" OL | 524368 | Meer afbeeldingen |
| R.K. Kerk HH Laurentius en Elizabeth met pastorie en patronaatsgebouw      | Kerk en kerkonderdeel    | 1906-1909 (eerste fase) 1920-1922 (tweede fase) | P.G. Buskens (eerste fase) J.P.L. Hendriks (tweede fase)      | Mathenesserlaan 305 | 51° 54' 53" NB, 4° 27' 28" OL | 524366 | Meer afbeeldingen |
| Voormalige Gemeentearchief                                                 | Onderwijs en wetenschap  | 1898                                            | D.B. Logemann                                                 | Mathenesserlaan 315 | 51° 54' 52" NB, 4° 27' 25" OL | 524367 | Meer afbeeldingen |
| Boogbrug Heemraadsingel Mathenesserlaan                                    | Brug                     | 1903                                            | S.J. Rutgers                                                  | Heemraadsingel      | 51° 54' 50" NB, 4° 27' 20" OL | 524341 | Meer afbeeldingen |

## Nieuw-Mathenesse
| Object                                                                   | Oorspronkelijke functie? | Bouwjaar  | Architect                 | Locatie             | Coördinaten?                  | Nr.?   | Afbeelding        |
| ------------------------------------------------------------------------ | ------------------------ | --------- | ------------------------- | ------------------- | ----------------------------- | ------ | ----------------- |
| Katoenveem: pakhuis, tegenwoordig bevindt zich hier Atelier Van Lieshout | Opslag                   | 1920      | J.J. Kanters              | Keilestraat 39      | 51° 54' 21" NB, 4° 25' 38" OL | 524363 | Meer afbeeldingen |
| Katoenveem: Pompgebouwtje                                                | Industrie                | 1920      | J.J. Kanters              | Keilestraat 39      | 51° 54' 21" NB, 4° 25' 38" OL | 524364 | Meer afbeeldingen |
| Haka-gebouw: bedrijfsgebouw met graansilo en garage                      | Handel en kantoor        | 1931-1932 | H.F. Mertens en J. Koeman | Vierhavensstraat 40 | 51° 54' 29" NB, 4° 26' 14" OL | 524365 | Meer afbeeldingen |

## Parksluizen
| Object                                                             | Oorspronkelijke functie? | Bouwjaar  | Architect | Locatie             | Coördinaten?                  | Nr.?   | Afbeelding                                                         |
| ------------------------------------------------------------------ | ------------------------ | --------- | --------- | ------------------- | ----------------------------- | ------ | ------------------------------------------------------------------ |
| Parksluizen: Grote Parksluis                                       | Waterkering en -doorlaat | 1931-1933 |           | Westzeedijk 375     | 51° 54' 27" NB, 4° 27' 50" OL | 530116 | Meer afbeeldingen                                                  |
| Parksluizen: Kleine Parksluis                                      | Waterkering en -doorlaat | 1931-1933 |           | Westzeedijk bij 375 | 51° 54' 27" NB, 4° 27' 50" OL | 530117 | Meer afbeeldingen                                                  |
| Eerste Parkhavenbrug                                               | Brug                     | 1932      |           | Westzeedijk bij 375 | 51° 54' 24" NB, 4° 27' 50" OL | 530118 | Meer afbeeldingen                                                  |
| Tweede Parkhavenbrug                                               | Brug                     | 1931-1933 |           | Westzeedijk bij 375 | 51° 54' 25" NB, 4° 27' 52" OL | 530119 | Meer afbeeldingen                                                  |
| Eerste Coolhavenbrug                                               | Brug                     | 1931-1933 |           | Westzeedijk bij 375 | 51° 54' 29" NB, 4° 27' 47" OL | 530120 | Meer afbeeldingen                                                  |
| Parksluizen: 2e Coolhavenbrug                                      | Brug                     | 1931-1933 |           | Westzeedijk bij 375 | 51° 54' 29" NB, 4° 27' 49" OL | 530121 | Meer afbeeldingen                                                  |
| Parksluizen: Kantoorgebouw van de Havendienst                      | Handel en kantoor        | 1931-1933 |           | Westzeedijk bij 375 | 51° 54' 27" NB, 4° 27' 50" OL | 530122 | Parksluizen: Kantoorgebouw van de Havendienst                      |
| Parksluizen: bedieningsgebouw buitensluishoofd Grote Sluis         | Bedieningsgebouw         | 1931-1933 |           | Westzeedijk bij 375 | 51° 54' 24" NB, 4° 27' 51" OL | 530123 | Meer afbeeldingen                                                  |
| Parksluizen: bedieningsgebouw binnensluishoofd Grote Sluis         | Bedieningsgebouw         | 1931-1933 |           | Westzeedijk bij 375 | 51° 54' 29" NB, 4° 27' 48" OL | 530124 | Meer afbeeldingen                                                  |
| Parksluizen: bedieningsgebouw buitensluishoofd Kleine Sluis        | Bedieningsgebouw         | 1931-1933 |           | Westzeedijk bij 375 | 51° 54' 24" NB, 4° 27' 52" OL | 530125 | Parksluizen: bedieningsgebouw buitensluishoofd Kleine Sluis        |
| Parksluizen: bedieningsgebouw binnensluishoofd van de Kleine Sluis | Bedieningsgebouw         | 1931-1933 |           | Westzeedijk bij 375 | 51° 54' 29" NB, 4° 27' 49" OL | 530126 | Parksluizen: bedieningsgebouw binnensluishoofd van de Kleine Sluis |
| Parksluizen: Vml. Rapporteergebouw (nu havenkantoor)               | Handel en kantoor        | 1931-1933 |           | Westzeedijk bij 375 | 51° 54' 28" NB, 4° 27' 49" OL | 530127 | Parksluizen: Vml. Rapporteergebouw (nu havenkantoor)               |
| Parksluizen: transformatergebouw                                   | Nutsbedrijf              | 1931-1933 |           | Westzeedijk bij 375 | 51° 54' 28" NB, 4° 27' 47" OL | 530128 | Parksluizen: transformatergebouw                                   |
| Parksluizen: transformatergebouw annex kiosk                       | Nutsbedrijf              | 1931-1933 |           | Westzeedijk bij 375 | 51° 54' 25" NB, 4° 27' 49" OL | 530129 | Parksluizen: transformatergebouw annex kiosk                       |

## Schiemond
| Object                              | Oorspronkelijke functie? | Bouwjaar  | Architect                    | Locatie        | Coördinaten?                  | Nr.?   | Afbeelding                          |
| ----------------------------------- | ------------------------ | --------- | ---------------------------- | -------------- | ----------------------------- | ------ | ----------------------------------- |
| Pakhuis Sint Job                    | Opslag                   | 1912-1914 | J.J. Kanters en Fr. Eriksson | Lloydstraat 22 | 51° 54' 11" NB, 4° 27' 40" OL | 524321 | Meer afbeeldingen                   |
| Electriciteitsfabriek Schiehaven    | Nutsbedrijf              | 1904-1905 | A.J.Th. Kok                  | Lloydstraat 5  | 51° 54' 12" NB, 4° 27' 34" OL | 524322 | Meer afbeeldingen                   |
| Voormalig kantoor Rotterdamse Lloyd | Handel en kantoor        | 1920-1922 | W. Kromhout Czn.             | Lloydstraat 31 | 51° 54' 7" NB, 4° 27' 35" OL  | 524323 | Voormalig kantoor Rotterdamse Lloyd |

## Spangen
| Object                                                                                 | Oorspronkelijke functie? | Bouwjaar  | Architect   | Locatie                   | Coördinaten?                  | Nr.?   | Afbeelding                         |
| -------------------------------------------------------------------------------------- | ------------------------ | --------- | ----------- | ------------------------- | ----------------------------- | ------ | ---------------------------------- |
| Justus van Effencomplex : Vier bouwlagen tellend, plat afgedekt volkswoningbouwcomplex | Appartementengebouw      | 1921-1922 | M. Brinkman | Justus van Effenstraat 3A | 51° 54' 57" NB, 4° 25' 50" OL | 46868  | Meer afbeeldingen                  |
| Woonblok 35 (haagse) Portiek-Etage                                                     | Appartementengebouw      | 1935      |             | Mathenesserdijk 108a      | 51° 55' 1" NB, 4° 26' 32" OL  | 524306 | Woonblok 35 (haagse) Portiek-Etage |
| Spartakasteel                                                                          | Sport en recreatie       | 1916      |             | Spartastraat 5            | 51° 55' 8" NB, 4° 26' 2" OL   | 524305 | Meer afbeeldingen                  |

## Beschermde gezichten
- Rijksbeschermd gezicht Rotterdam - Delfshaven
- Rijksbeschermd gezicht Rotterdam - Delfshaven Uitbreiding